# 卡雷尔·保卢斯
卡雷尔·保卢斯（捷克語：Karel Paulus，1933年1月3日—2003年10月31日），捷克男子排球运动员。他曾代表捷克斯洛伐克国家队参加1964年夏季奥林匹克运动会排球比赛，获得一枚银牌。